# Garcinia humilis
Garcinia humilis là một loài thực vật có hoa trong họ Bứa. Loài này được (Vahl) C.D.Adams mô tả khoa học đầu tiên năm 1970.

## Hình ảnh

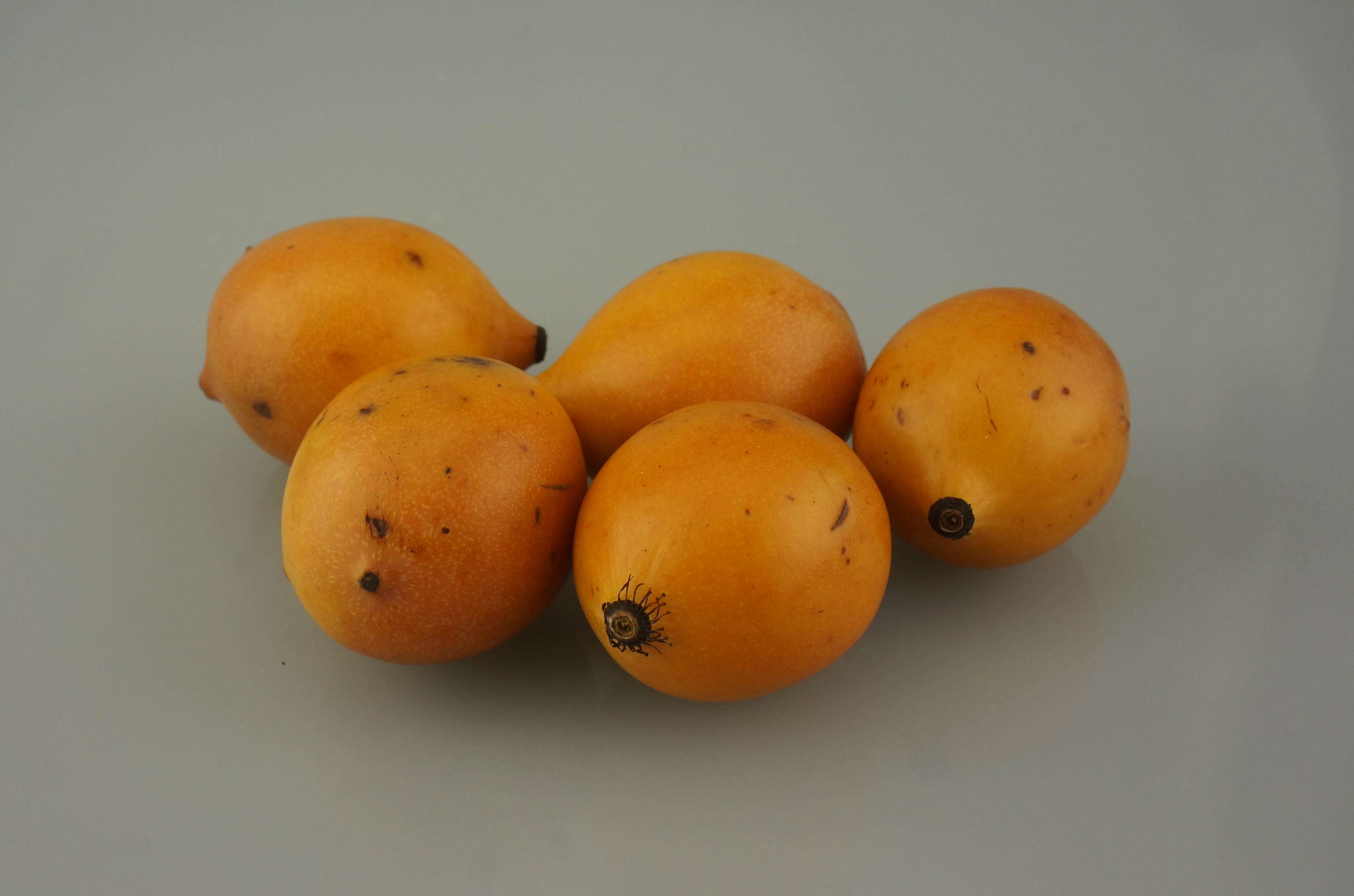
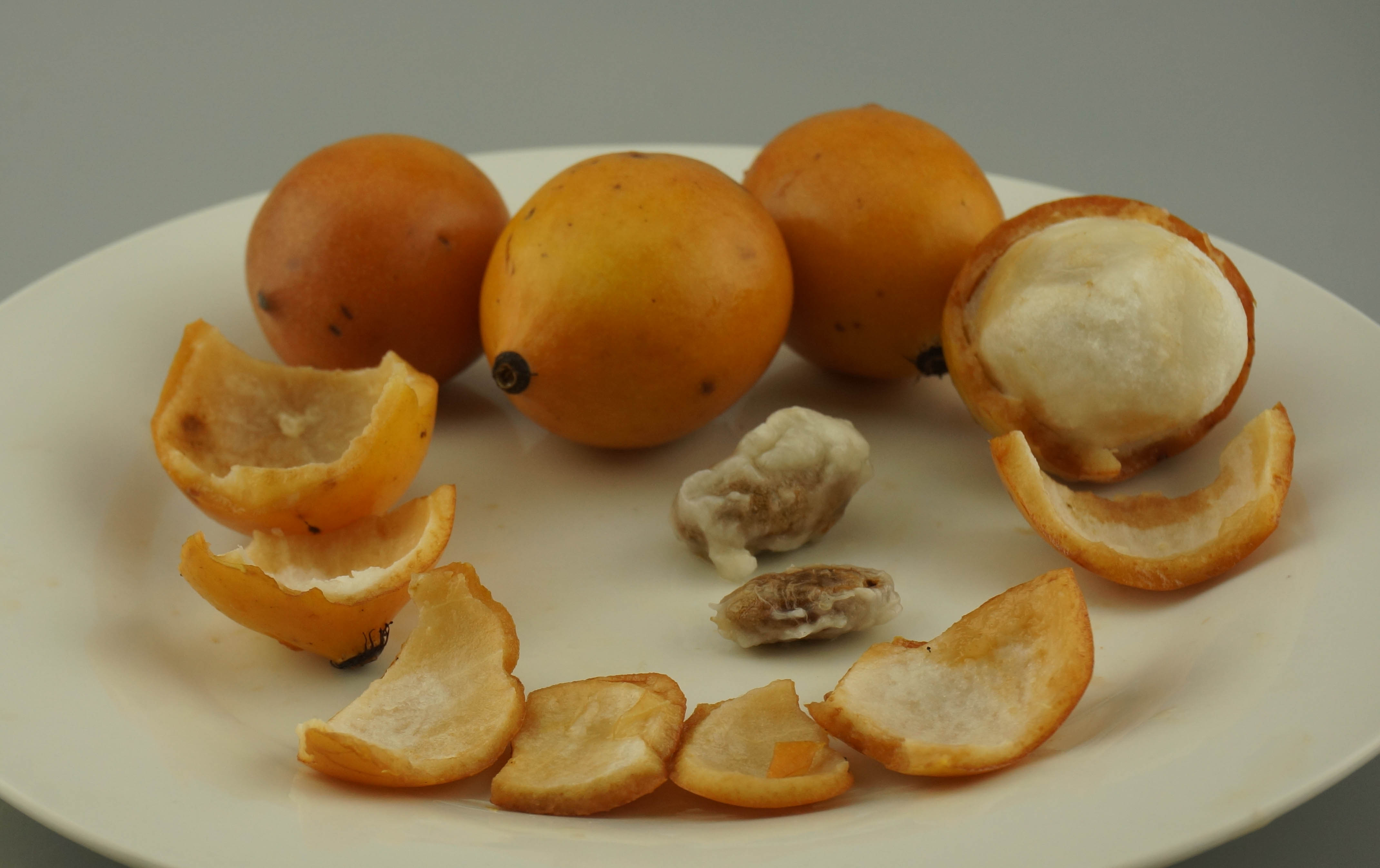